# Grima

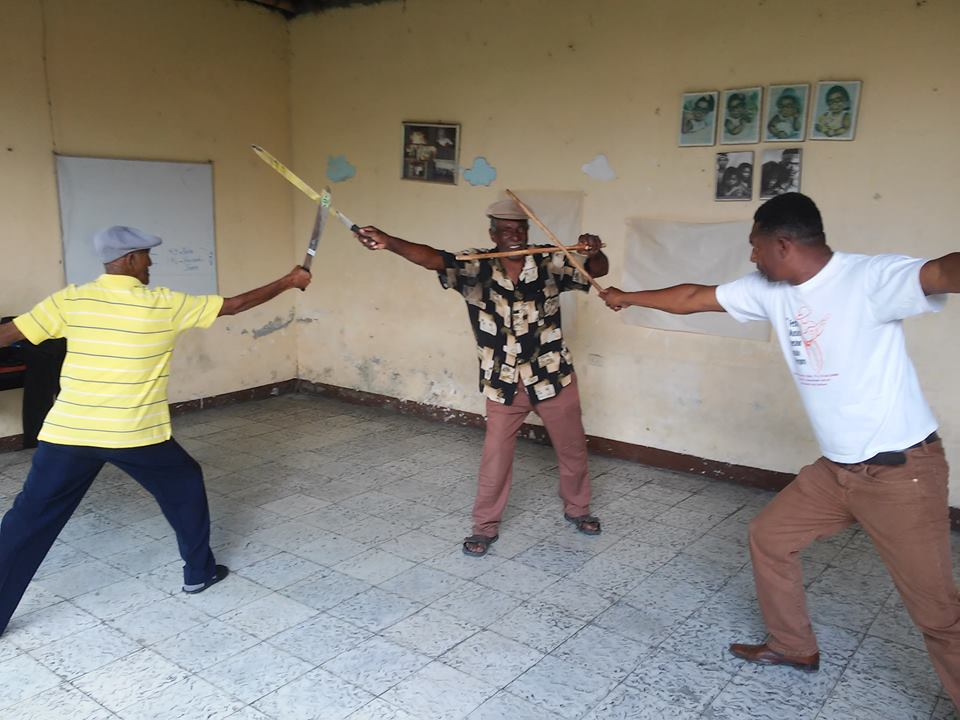
Maestros de la Academia de Esgrima de machete Puerto Tejada.

La grima, esgrima colombiana o esgrima del machete es un deporte y arte marcial practicado en Colombia. Su técnica de combate tiene que ver muy poco con la occidental deportiva, donde el movimiento suele ser rectilíneo. Se trata de una esgrima saltada de arriba y abajo en la que cabe la defensa tanto con el arma como sin ella.

## Historia
La Grima fue desarrollada durante la época colonial, en el siglo XVIII, por afrocolombianos descendientes de esclavos. Es originaria del municipio de Puerto Tejada, en el departamento del Cauca, y se expandió por las zonas de Palmira, Santander de Quilichao, Mazamorrero, Patía, el litoral pacífico hasta expandirse al departamento del Huila. Las técnicas de la grima fueron aplicadas en los combates de la guerra de independencia del país. Actualmente se práctica y enseña para promover culturalmente las artes y técnicas de combate; y como deporte tradicional. La escuela principal de este deporte se encuentra en su lugar de origen, Puerto Tejada.
El Grima además fue instaurado como deporte oficial en las colonias por los españoles.